# Luigi Bauch
Luigi Bauch (Sebenico, 14 luglio 1873 – Firenze, 3 marzo 1945) è stato un poeta, musicista e folclorista italiano.

## Biografia
Nato a Sebenico in Dalmazia, ancora ragazzo si trasferì a Zara, dove esercitò l'arte di ottico e orologiaio. Autodidatta, iniziò a studiare musica, rimanendo nel contempo affascinato dalle tradizioni poetiche dalmate in lingua italiana e nel tradizionale dialetto veneto-dalmata, che trascrisse ed innovò creando una serie di canzonette popolari e filastrocche entrate a far parte in breve tempo della tradizione locale.
A diciannove anni compose versi e musica di una delle più note canzonette dell'epoca, che divenne famosa in tutta la Dalmazia: El mulo zaratin, nel quale si disegna in modo scanzonato e divertente la figura del ragazzo di strada zaratino:
(El mulo zaratin)
Solo una parte delle poesie di Bauch fu raccolta in volume: egli pubblicava principalmente su fogli volanti, numeri unici, giornali e almanacchi. Una delle sue opere più importanti fu la raccolta intitolata I proverbi zaratini sull'amore, la donna e il matrimonio, attraverso la quale si possono interpretare in filigrana gli usi e i costumi tradizionali dalmati. Un'altra opera particolarmente significativa fu La musica popolare di Zara dal 1880 al 1910: una vera e propria miniera di notizie sulla vita musicale zaratina a cavallo fra due secoli e sugli autori popolari della città e del circondario.
Luigi Bauch appartiene in definitiva a quel gruppo di scrittori zaratini di fine Ottocento e della prima metà del Novecento che - vivendo nell'ultimo periodo di notevole presenza italiana in Dalmazia - tentarono di rinverdirne la tradizione mediante una serie di studi e pubblicazioni, ruotando principalmente attorno alla Società Dalmata di Storia Patria.

## Opere principali
- Cilindri del fonografo, Zara 1911
- Lagrime vecie, contenteza nova, Zara 1925
- La musica popolare di Zara dal 1880 al 1910, Zara 1930
- Allegretto... ma non troppo, Zara 1934
- La polenta nella tradizione zaratina, Zara 1934
- I proverbi zaratini sull'amore, la donna e il matrimonio, Roma 1941